# Ghizlane Siba
Ghizlane Siba (ur. 29 lutego 1996) – marokańska lekkoatletka, skoczkini wzwyż.

## Osiągnięcia
| Rok  | Impreza                               | Miejsce     | Lokata            | Wynik |
| ---- | ------------------------------------- | ----------- | ----------------- | ----- |
| 2012 | Mistrzostwa Afryki                    | Porto-Novo  | 3. miejsce        | 1,75  |
| 2013 | Mistrzostwa Afryki juniorów młodszych | Warri       | 1. miejsce        | 1,80  |
| 2013 | Mistrzostwa świata juniorów młodszych | Donieck     | 3. miejsce        | 1,79  |
| 2013 | Mistrzostwa Afryki juniorów           | Bambous     | 1. miejsce        | 1,75  |
| 2014 | Mistrzostwa świata juniorów           | Eugene      | el. – 20. miejsce | 1,79  |
| 2014 | Mistrzostwa Afryki                    | Marrakesz   | 1. miejsce        | 1,80  |
| 2014 | Puchar interkontynentalny             | Marrakesz   | 6. miejsce        | 1,79  |
| 2015 | Mistrzostwa Afryki juniorów           | Addis Abeba | 3. miejsce        | 1,75  |
| 2015 | Mistrzostwa panarabskie               | Manama      | 2. miejsce        | 1,75  |
| 2016 | Mistrzostwa Afryki                    | Durban      | 5. miejsce        | 1,73  |
| 2019 | Igrzyska afrykańskie                  | Rabat       | 2. miejsce        | 1,81  |

Medalistka regionalnych imprez sportowych, w tym złote medale mistrzostw panarabskich (2011 i 2013) i igrzysk panarabskich (2011).

## Rekordy życiowe
- Skok wzwyż – 1,83 (2014) rekord Maroka[1]
- Skok wzwyż (hala) – 1,82 (2018) rekord Maroka